# Mordechaj Maklef
Mordechaj Maklef (ur. 1920; zm. 22 lutego 1978) – izraelski dowódca wojskowy w stopniu generała porucznika (raw alluf), oficer dyplomowany Sił Obronnych Izraela, w latach 1952–1953 trzeci szef Sztabu Generalnego Sił Obronnych Izraela.

## Młodość
Mordechaj urodził się w 1920 we wsi Moca (obecnie osiedle Jerozolimy), wówczas w Mandacie Palestyny. Jego rodzice należeli do założycieli osady. Dobre stosunki z arabskimi sąsiadami zakończyły się w 1924, kiedy kilkunastu Arabów z pobliskiej wioski Kalunja zaatakowało odosobniony dom należący do rodziny Maklefów – zginął ojciec, matka, syn, dwie córki i ich dwoje gości. Troje dzieci uciekło przez tylne okno i dzięki temu przeżyło. Jednym z nich był Mordechaj Maklef. Napastnicy zabili także samotnego policjanta i pasterza zatrudnionego przez rodzinę Maklefów. Od tych wydarzeń wieś była broniona przez uzbrojonych Żydów przez cały czas.
Młody Maklef był później wychowywany przez rodzinę w Jerozolimie i Hajfie. Ukończył prywatną szkołę Reali School w Hajfie.

## Służba wojskowa
W 1939, w wieku dziewiętnastu lat, wstąpił do żydowskiej organizacji paramilitarnej Hagana. Był członkiem Specjalnych Jednostek Nocnych (hebr. פלוגות הלילה המיוחדות, Plugot Ha’Layla Ha’Meyukhadot; ang. Special Night Squads), które były szkolone i dowodzone przez brytyjskiego kapitana Orde Wingate’a. Podczas II wojny światowej zaciągnął się jako ochotnik do British Army i uczestniczył w walkach w Afryce Północnej i Włoszech. Z brytyjskiej armii odszedł w stopniu majora. Po wojnie pozostał przez pewien czas w Europie i aktywnie wspierał aliję bet. Następnie powrócił do Palestyny i ponownie wstąpił do Hagany. Podczas wojny domowej w Mandacie Palestyny służył jako oficer operacyjny Brygady Karmeli. Na początku I wojny izraelsko-arabskiej w 1948 objął dowództwo 22 Batalionu, a następnie całej Brygady Karmeli. Uczestniczył w planowaniu, a następnie dowodził operacją Hiram. Po wojnie stanął na czele izraelskiej delegacji prowadzącej negocjacje z Libanem i Syrią.
W listopadzie 1949 został szefem zarządzania operacyjnego w Sztabie Generalnym Sił Obronnych Izraela i zastępcą szefa sztabu generalnego. Pełniąc te obowiązki, Maklef organizował system rezerw wojskowych i przygotowywał armię na ewentualność kolejnej wojny z arabskimi sąsiadami.

### Szef Sztabu Generalnego
Po rezygnacji Jigaela Jadina z funkcji szefa sztabu generalnego, Maklef zaproponował Dawidowi Ben Gurionowi swoją osobę. Ben Gurion zgodził się pod warunkiem, że jego kadencja będzie trwała tylko jeden rok. W dniu 7 grudnia 1952 Mordechaj Maklef został trzecim szefem Sztabu Generalnego Sił Obronnych Izraela.
W okresie jego kadencji izraelska armia borykała się z problemem ataków arabskich fedainów. Ariel Szaron otrzymał wówczas zezwolenie na organizację jednostki sił specjalnych. W dniu 6 grudnia 1953 Maklef ustąpił z urzędu, a następnie odszedł z armii.

## Po odejściu z armii
Po odejściu z armii Maklef pełnił różne publiczne funkcje. W latach 1955–1968 był prezesem zarządu zakładów chemicznych Dead Sea Works, a następnie dyrektorem generalnym Israel Chemicals.
Zmarł w 1978 w Jerozolimie.